# Українська бібліотечна енциклопедія
Украї́нська бібліоте́чна енциклопе́дія (УБЕ; ube.nlu.org.ua) — онлайн-енциклопедія бібліотек, бібліотечної справи і бібліотекознавства України, науково-довідковий проєкт Національної бібліотеки України імені Ярослава Мудрого.

## Основні дані
Кількість статей: 972, станом на 15 березня 2024 року.
Стратегічна мета проєкту — створити «Українську бібліотечну енциклопедію» як зручний для використання, інформативний, максимально актуалізований науково-довідковий ресурс, адресований не лише бібліотечним фахівцям, а й широкому загалу.
Організаційними, координаційними і практичними питаннями підготовки «Української бібліотечної енциклопедії» займається сектор енциклопедичних досліджень у складі науково-дослідного відділу НБУ ім. Ярослава Мудрого.
Загальні засади підготовки «Української бібліотечної енциклопедії» знайшли відображення в Концепції УБЕ, затвердженій наказом ДЗ «Національна парламентська бібліотека України» від 23.01.2012 № 4/1.

## Вміст
За концептуальним задумом УБЕ покликана слугувати авторитетним джерелом значного потенціалу накопиченого професійного знання про історичне минуле та сучасний стан бібліотечної галузі в Україні в цілому та в окремих її регіонах.
Статті в енциклопедії класифіковані за такими рубриками:
- Науки документно-комунікаційного циклу: Бібліотекознавство; Бібліографознавство; Книгознавство; Архівознавство; Документознавство.
- Бібліотеки
- Бібліотечні об'єднання і асоціації, з'їзди, конгреси
- Бібліотечні фонди
- Бібліотечне обслуговування
- Соціокультурна діяльність бібліотек
- Інформація. Інформаційна діяльність
- Інформаційні технології в діяльності бібліотек
- Науково-дослідна та методична діяльність бібліотек: Науково-дослідна діяльність бібліотек; Методична діяльність. Бібліотечні інновації.
- Бібліографічна діяльність
- Міжнародне співробітництво бібліотек
- Проєктна діяльність бібліотек
- Управління бібліотечною справою: Нормативно-правове забезпечення діяльності бібліотек; Управління бібліотекою.
- Бібліотечні кадри
- Історія бібліотечної справи України
- Фахові видання з питань бібліотечної справи
- Персоналії

У корпусі статей УБЕ передбачено кілька блоків однотипних публікацій регіонального змісту, що репрезентують: 1) головні бібліотечні установи краю (зі статусом обласних), університетські й інші знакові книгозбірні, зокрема й ті, що припинили своє існування (розділ «Бібліотеки»); 2) заклади освіти галузі культури, що готують фахівців для бібліотечно-інформаційної сфери – фахові коледжі, інститути / університети / академії (розділ «Бібліотечні кадри»); 3) регіональні фахові періодичні та продовжувані видання (розділ «Фахові видання з бібліотечної справи»); 4) наукові біографії персоналій – бібліотечних діячів краю (розділ «Персоналії»); 5) регіональну бібліотечну систему – оглядові статті історичнорегіонального змісту, об’єднані в тематичний цикл «N-ська область. Бібліотечна справа» й зосереджені в розділі «Історія бібліотечної справи України». Для всіх цих публікацій розроблена уніфікована орієнтовна структура, авторам запропоновано настанови щодо їх змістового наповнення.